# بژژتسه (استان اوپوله)
بژژتسه (به لهستانی:  Brzeźce) یک روستا در لهستان است که در گمینا بیراوا واقع شده‌است. بژژتسه ۶۳۳ نفر جمعیت دارد.

## نگارخانه

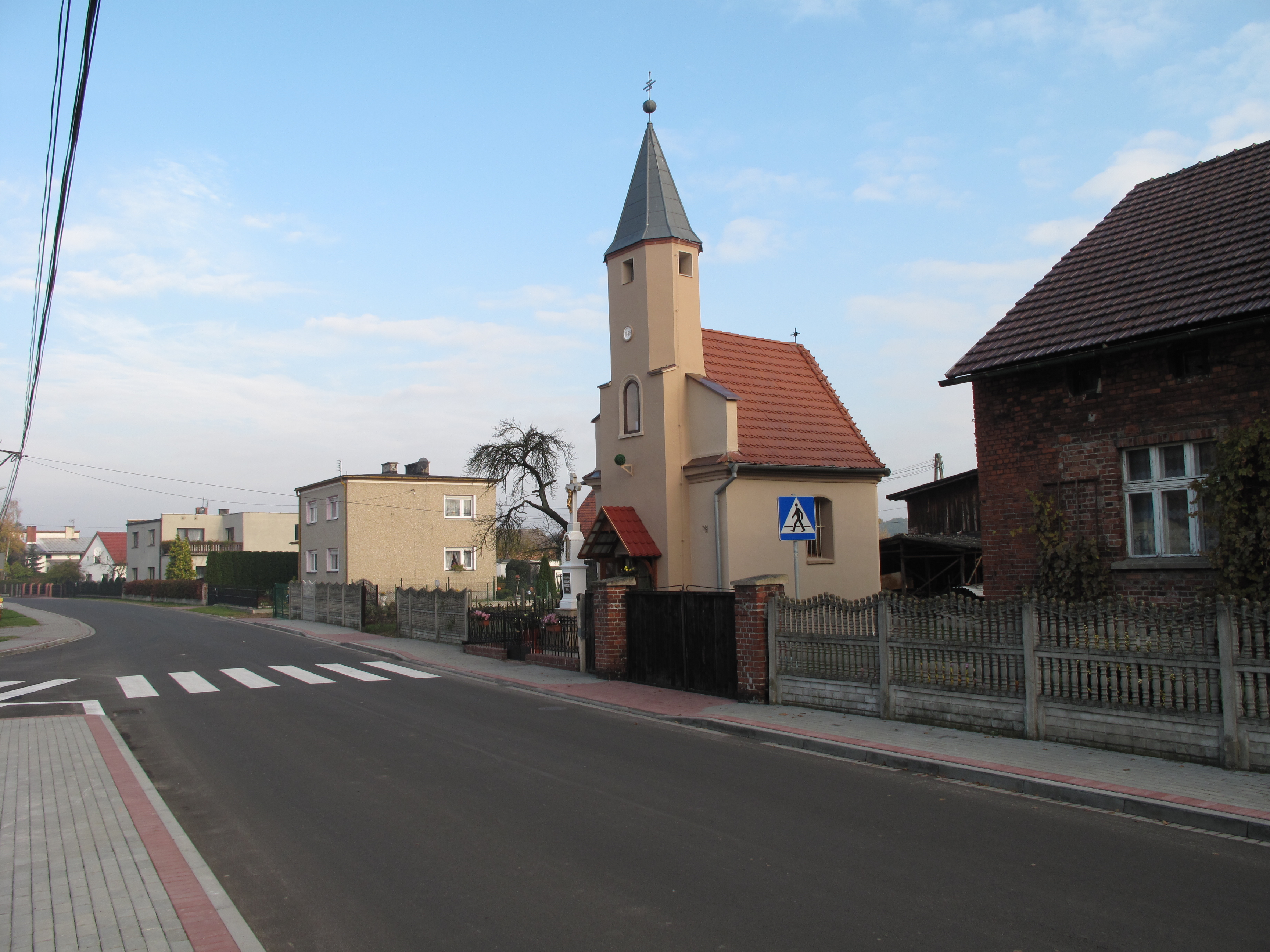
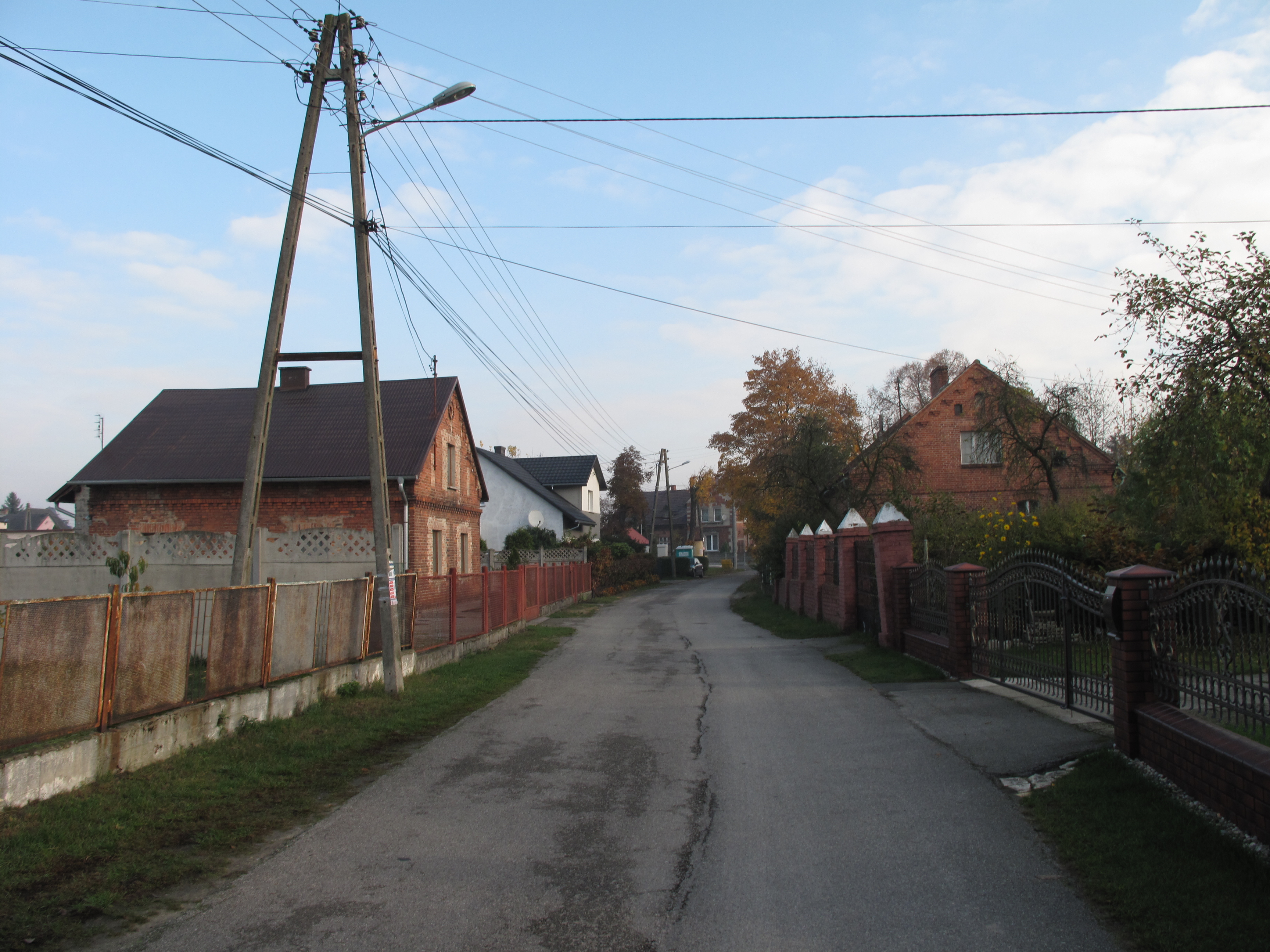
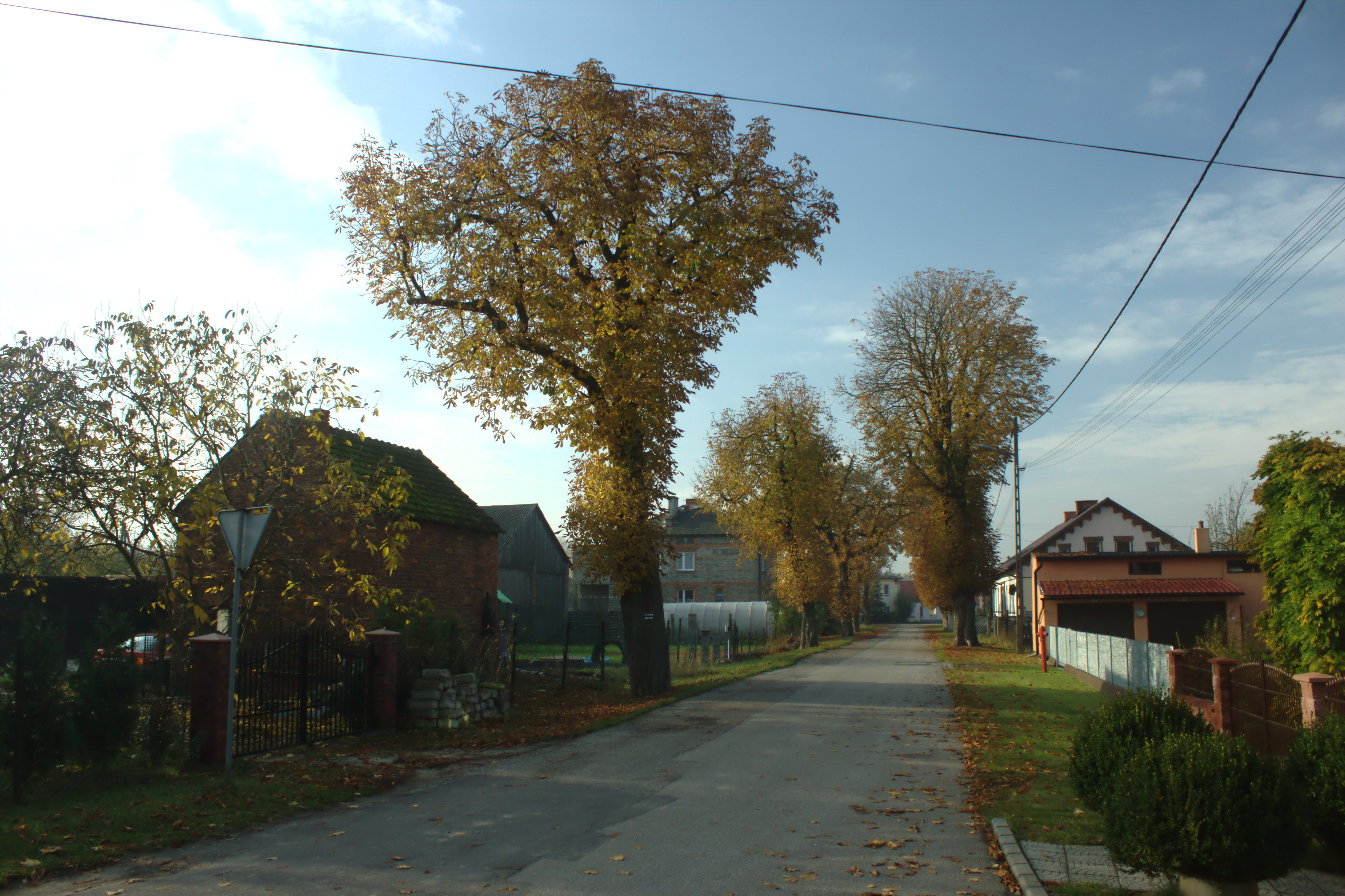